# Koogu
Koogu − wieś w Estonii, w prowincji Virumaa Wschodnia, w gminie Aseri.